# Station Nowy Nurzec
Station Nowy Nurzec is een spoorwegstation in de Poolse plaats Nurzec.